# Montemurlo
Montemurlo é uma comuna italiana da região da Toscana, província de Prato, com cerca de 17.500 habitantes. Estende-se por uma área de 30 km², tendo uma densidade populacional de 583 hab/km². Faz fronteira com Agliana (PT), Cantagallo, Montale (PT), Prato, Vaiano (PO).

## Demografia
| Variação demográfica do município entre 1861 e 2011                               |
|                                                                                   |
| Fonte: Istituto Nazionale di Statistica (ISTAT) - Elaboração gráfica da Wikipedia |